# Трояново (Бургасская область)
Трояново (болг. Трояново) — село в Бургасской области Болгарии. Входит в состав общины Камено. Находится примерно в 12 км к западу от центра города Камено и примерно в 27 км к западу от центра города Бургас. По данным переписи населения 2011 года, в селе  проживало 1150 человек.

## Население
| Год     | 1934 | 1946 | 1956 | 1965 | 1975 | 1985 | 1992 | 2001 | 2011 |
| ------- | ---- | ---- | ---- | ---- | ---- | ---- | ---- | ---- | ---- |
| Жителей | 2011 | 2152 | 1808 | 1936 | 1877 | 1617 | 1472 | 1340 | 1150 |

| Национальность | Человек | Процент |
| -------------- | ------- | ------- |
| болгары        | 601     | 96,94%  |
| турки          | 18      | 2,9%    |
| Всего ответов  | 620     |         |

|  |